# Helmuth von Maltzahn
Helmuth Ludwig Wilhelm Freiherr von Maltzahn (ur. 6 stycznia 1840 w Gültz na Pomorzu, zm. 11 lutego 1923 w Gültz) – sekretarz państwa w urzędzie skarbu Rzeszy, nadprezydent pruskiej prowincji pomorskiej.
Z wykształcenia prawnik, pracował zawodowo w latach 1860–1867, po czym osiadł w rodzinnym majątku w Gültz. Uczestnik wojny z Austrią i wojny francusko-pruskiej. Od 1871 roku poseł stronnictwa konserwatywnego w Reichstagu i przewodniczący komisji budżetowej. W latach 1888–1893 sekretarz państwa w urzędzie skarbu Rzeszy (czyli minister skarbu Niemiec). W latach 1900–1911 nadprezydent prowincji Pomorze. W 1911 zainicjował powstanie Pomorskiej Komisji Historycznej (Historische Kommission für Pommern) i był jej pierwszym przewodniczącym.